# 南京地方教会
「南京教会」又稱為「南京召会」或「南京基督教會鼓樓聚會場所」是地方教会（又名基督徒聚会处、基督徒聚会所、小群或召會）的一处重要的教会，它起源于1926年，甚至早于上海地方教会。

## 起源
南京教会最初起源于1926年。1923年初，金陵女子神学院神学教员李渊如受王载的邀请，到福州主领奋兴会，带进了当地的属灵复兴，并结识了倪柝声。1924年，倪柝声去南京几个月，在《灵光报》担任助理，协助贾玉铭和李渊如。其间，李渊如的教会观受到倪柝声的影响。1926年，李渊如和成寄归邀请倪柝声去南京养病，那时她已经接受倪柝声地方教会的道路，和她的学生汪佩真、缪韵春、张耆年，开始了南京的孹饼聚会。
1927年3月24日，北伐军占领南京，发生袭击外国侨民和基督教机构的南京事件，砸坏了《灵光报》报社，于是倪柝声从军的弟弟用军车把倪柝声、李渊如、缪韵春、张耆年接出南京，前往上海，加入在新闸路赓庆里汪佩真家的聚会，建立了上海教會。此后南京教会停止约10年之久。

## 1930年和1940年代
约在1936年，倪柝声派唐守临来到南京，在「大锏银巷10號」恢复恢复了中断近10年的南京地方教会的聚会。次年抗日战争爆发，信徒内迁，聚会停止。1943年，夏文藻在「颜料坊41號」恢复地方教会的聚会。1945年，聚会地点遷至「中山東路西祠堂巷8號」。
1946年抗日战争结束后，李常受应上海和南京教会的邀请，全家离开山东南下，移居到南京祠堂巷聚会处，他本人则往来于上海和南京两地之间，帮助上海和南京两地教会。此后，南京地方教会聚会的信徒逐渐增加到500余人，设有8个“分家”，5位长老，并且开办豆浆坊、毛纺厂、碾米厂等企业。五位长老中包括兵工署技术研究司司长张郁岚、夏文藻、王裕堂、中央大学医学院教师丁荣施，以及从淮安农村移居南京的年长同工季永同。南京地方教会的信徒这时组织成许多小队，到大街小巷、车站、码头敲锣打鼓，散发传单，热切传扬福音，信徒人数猛增。1949年，张郁岚、夏文藻、王裕堂三位长老随国民政府迁往台湾。季永同则参加了第二期鼓岭训练。

## 1950年代
1949年以后一段时期内，南京地方教会由于并无外国差会背景，未太受到1950年代初中国反美运动的干扰，在以独特的方式参与了政府组织的爱国运动，如反美游行、政治学习、包括控诉运动后，仍然享有一定程度的宗教自由，可以继续向外传福音，信徒人数仍在稳步增长，并在1950年代兴建了鼓楼头条巷聚会所。
1951年4月，中央人民政府政务院在北京召开“处理接受美国津贴的基督教团体会议”，倪柝声应邀参加，此后地方教会的信徒加入三自爱国运动。但是在随后立即开始的控诉运动中，南京地方教会（祠堂巷聚会处）与杨绍唐主持的黄泥岗教会一同受到冲击，雷智伯、季永同、丁荣施、马宗符四位长老被控“一贯散播反动谣言”，“把持教会，压迫妇女，不许男女教徒在一起谈天，女人说话要蒙头”。长老丁荣施上台检讨，但仍被认为不够深刻。8月14日，南京《新华日报》刊登文章《揭开属灵的外衣—祠堂巷聚会处的反动活动》，将地方教会定性为“帝国主义、国民党反动派利用来进行反苏、反共、反人民的工具”，讲历史上基督徒受迫害殉道，是驱使信徒与人民政府对抗，8月，政府发动南京地方教会的裴宏恩、任定一、傅保罗、张西吉等信徒，控诉雷志伯、季永同、丁荣施、马宗符等长老把持教会，女信徒在教会中说话要蒙头，不许男女信徒一起谈天等，并刊登在《新华日报》上。
1955年5月22日，季永同发出200多份「意见书」，要求南京地方教会退出三自，批评亲三自的长老雷智伯而被捕。丁荣施随中央大学医学院西迁西安。
1956年，受倪柝声反革命集团案的影响，南京教会停止聚会。1958年，鼓楼头条巷聚会所被要求献给国家，「支援社会主义建设」，被十一中占用。1966年文化大革命开始，信徒因信仰遭受歧视、迫害。

## 1980年代以后
1980年代，中国大陆“改革开放”，开始落实信仰自由政策，南京地方教会的信徒们恢复了擘饼聚会，是在珠江路小纱帽巷的一位信徒家中，人数逐渐增加。他们多次向北京写信反映情况，要求落实政策归还鼓楼头条巷聚会所聚会所，到1998年，终于获得成功。

## 2010年代以後
南京教會本於「彼此尊重」的原則，與當地政府及南京市基督教兩會保持和諧的關係。目前是在南京市民族宗教事務局有合法登記的團體。